# Gelis falcatus
Gelis falcatus är en stekelart som beskrevs av Horstmann 1986. Gelis falcatus ingår i släktet Gelis och familjen brokparasitsteklar. Inga underarter finns listade i Catalogue of Life.